# Тихо, пожалуйста: убийство
«Тихо, пожалуйста: убийство» (англ. Quiet Please, Murder) — фильм нуар режиссёра Джона Ларкина, который вышел на экраны в 1942 году.
Фильм поставлен по рассказу Лоренса Дж. Блокмана (англ. Lawrence G. Blochman) «Смерть идёт по мраморным залам» (англ. Death Walks in Marble Halls), который был опубликован в журнале American Magazine в сентябре 1942 года.
Фильм рассказывает о профессиональном похитителе и изготовителе поделок ценных редких книг Джиме Флеге (Джордж Сэндерс), продающем их богатым клиентам через свою сообщницу Майру Брейди (Гэйл Патрик). После того, как Майра продаёт подделку агенту влиятельного лица в нацистской Германии, Флег понимает, что им теперь грозит реальная угроза. Неожиданно в дело вмешивается частный детектив Хэл Макбёрн (Ричард Деннинг), который по заданию своего американского клиента, купившего одну из подделок Фега, вычислил Майру. Дальнейшее действие переносится в публичную библиотеку, где каждая из сторон пытается решить свои задачи, при этом Флег между делом убивает двух человек. В итоге правосудие торжествует, и Хэлу с помощью привлекательной библиотекарши (Линн Робертс) удаётся остановить преступников.
Хотя после выхода фильма на экраны обозреватель «Нью-Йорк таймс» посчитал его путаной «игрой в прятки» в замкнутом пространстве. С другой стороны, современные критики дали фильму высокие оценки, отметив способность режиссёра сделать увлекательный фильм в сложной для постановки библиотечной обстановке, стремительный темп повествования и красивую нуаровую операторскую работу.

## Сюжет
Интеллигентный, вежливый джентльмен Джим Флег (Джордж Сэндерс) вечером приходит в публичную библиотеку, где под стеклом хранится редкое издание «Гамлета» Шекспира, которое опубликовал Ричард Бёрбедж. Охраннику библиотеки Флег заявляет, хочет украсть книгу, после чего сделает с неё 10-20 копий, которые продаст на рынке. Когда охранник говорит, что книгу можно украсть только через его труп, Флег достаёт револьвер, хладнокровно убивает охранника, разбивает стекло и похищает книгу. Эксперт в области литературных изданий Майра Блэнди (Гэйл Патрик) приводит потенциального клиента Кливера (Сидни Блэкмер) в книжный магазин Ребеску (Пол Поркази), который предлагает ему редкое издание «Гамлета» Бёрбеджа за 20 тысяч долларов, что значительно меньше его рыночной цены в 100 тысяч долларов. Зная, что 6 месяцев назад книга была похищена из библиотеки, Кливер уточняет, не может ли это быть подделка, однако Майра заверяет его, что это подлинник. Кливер платит наличными, забирает книгу и уходит. Флег работает в своей квартире, изготавливая высококачественные подделки ценных книг. Приходит Майра, передавая ему конверт с 5 тысячами долларов. На вопрос, почему так мало, Майра отвечает, что продала книгу за 7500 долларов, из которых 1500 взяла себе и 1000 заплатила директору магазина. Когда Флег слышит, что покупателем был Кливер, он требует немедленно расторгнуть сделку и вернуть ему деньги. Флег объясняет, что Кливер скупает произведения искусства для высокопоставленных нацистских чиновников и иметь с ним дело чрезвычайно опасно. Когда Майра отказывается, Флег бьёт её по лицу и угрожает разорвать с ней всякое сотрудничество. Майра язвительно замечает, что со своими садомазохистскими наклонностями Флег найдёт в лице садиста Кливера достойного партнёра.
Кливер приходит к Ребеску и вызывает Майру, заявляя, что купленный им том «Гамлета» является не оригиналом, а высококачественной подделкой, и требует немедленно вернуть деньги. Ребеску говорит, что работал лишь как агент Майры, получая от неё комиссионное вознаграждение, после чего подчинённый Кливера убивает книготорговца. Майра также отказывается вернуть деньги, после чего Кливер догадывается, что деньги, вероятно, получил Флег, который известен на подпольном рынке своими высококачественными подделками. Кливер, намекнув, что Майра могла присвоить часть денег от сделки в обход Флега, требует от неё организовать встречу с Флегом в течение часа. После ухода Майры Кливер поручает незаметно проследить за ней своему немому агенту Пазену (Курт Кетч). Майра приходит в своё офис, где её поджидает весёлый, привлекательный частный детектив Хэл Макбёрн (Ричард Деннинг), который по поручению одного из клиентов ведёт расследование происхождения купленного им «Гамлета» Бёрбеджа. Хэл даёт Майре понять, что ему известно о том, что книга была похищена, и с неё было сделано несколько копий, которые были проданы коллекционерам как подлинники. Не обладая достаточными уликами, Хэл угрожает испортить деловую репутацию Майры, если она не поможет ему разоблачить Флэга, который, по мнению Хэла, стоит во главе всей аферы. Получив заверения, что он защитит её, Майра соглашается помочь Хэлу, после чего они договариваются вечером пойти на ужин в ресторан. После ухода Хэла Майра звонит Кливеру, говоря, что Флег не сможет с ним сегодня встретиться, однако заедет сегодня в библиотеку, где для него оставлена книга на имя Майры. Майра приезжает к Флегу, которому уже известно о её встрече с Хэлом. Флег вдаётся в рассуждения о фрейдизме и о том, что им нравится причинять друг другу боль. Майра говорит, что вечером ужинает с Хэлом, после чего заедет в библиотеку, где хочет посмотреть несколько ценных книг, которые рассчитывает заполучить. Флег говорит, что сам займётся книгами, так как это его работа, и просит Майру не лезть в это дело.
После ресторана в такси Хэл заигрывает с Майрой, и они целуются. Когда они проезжают мимо библиотеки, Майра говорит, что для неё там оставлена книга, и просит Хэла сходить и забрать её. Хэл заходит в библиотеку перед самым закрытием. Ему навстречу спускается молодая милая библиотекарша Кей Райан (Линн Робертс), которая ошибочного принимает его за своего знакомого. Когда недоразумение рассеивается, Кей выдаёт Хэлу книгу. За этой сценой наблюдают Кливер и его агенты Бенсон (Джордж Уолкотт) и Пазен. Пока Кей и Хэл мило разговаривают, в библиотеку заходит Флэг, и, выдавая себя за лейтенанта полиции Крейвена, проходит в читальный зал якобы для проведения следственных действий по делу об убийстве охранника. Когда Хэл остаётся в зале один, к нему подходит Кливер со своими людьми, которые, полагая, что имеют дело с Флегом, предлагают в тишине поговорить о подделках. Перейдя в пустой зал, нацисты достают оружие, и требуют от Хэла вернуть деньги, не слушая его возражения, что он не Флег. Узнав о присутствии в библиотеке Хэла, Флег решает осуществить собственный план. Считая частного детектива опасным для себя свидетелем, Флег решает тихо убить его. Затем под прикрытием сотрудника полиции Флег планирует провести в библиотеке расследование, в ходе которого заполучить якобы ради полицейской защиты самые ценные из хранящихся там изданий. Флег направляет Хелу записку якобы от Майры с просьбой о срочной встрече. Эту записку перехватывает Кливер, и направляется на встречу сам, оставляя записку Пазену. Когда Кливер приходит в указанное место встречи Флег, думая, что это Хэл, убивает его ножом, и смертельно раненый Кливер падает с балкона в читательский зал. Все, кто находится в библиотеке, сбегаются на шум, и среди них Хэл, который расправился со своим охранником. Флег объявляет библиотеку местом преступления, и запрещает кому-либо без его разрешения покидать здание. Затем он звонит якобы в полицейский участок, чтобы вызвать бригаду, однако на самом деле связывается с группой своих сообщников, выдающих себя за полицейских, которые вскоре приезжают и оцепляют библиотеку. При осмотре тела Флег понимает, что убил не того, и одновременно знакомится с Хэлом, который предлагает свою помощь детектива. Флег просит сотрудника библиотеки Эдмунда Уолпола (Байрон Фолджер) проводить его в отдел особо ценных книг, чтобы взять их под свою охрану.
Когда Флег начинает профессионально изучать книги, отобрав несколько наиболее ценных из них, у Хэла вызывает подозрение чересчур высокая компетентность полицейского детектива. После того, как Флег со своими людьми уходит в соседний зал посмотреть ещё одну книгу, Хэл перекладывает отобранные мошенником книги на тележку для книг, которую, не зная об этом, увозит молодой служащий библиотеки. Однако Хэл не знает, что Майра, подсмотрев, куда тот положил книги, направляется за тележкой. Когда Флег видит, что отобранные книги пропали, Хэл пускает его по ложному следу, а сам вместе с Кей отправляется в хранилище, куда отвезли тележку. В хранилище Хэл натыкается на Майру, которая, чтобы столкнуть его с Флегом, сообщает ему, что Крейвен и есть Флег. Появляется человек Флега, который просит Хэла пройти к своему боссу. Когда Хэл поднимается по лестнице, на него нападет Холлис (Чарльз Теннен), ещё один сообщник Флега. Он начинает избивать Хэла, требуя сказать, куда тот спрятал книги. Хэлу однако удаётся вырваться, и между двумя мужчинами начинается драка, в ходе которой Хэл сбрасывает нападавшего с лестницы. По Хэлу открывают стрельбу, однако он успевает убежать и запереться в одном из помещений. Хэл пытается позвонить по телефону, однако звонки блокирует оператор Флега. Когда же он пытается звать на помощь через окно, то видит, что здание оцеплено людьми Флега в полицейской форме. В комнате Хэл находит Пазена, отбирая у него записку якобы от Майры, которая привела к смерти Кливера. Хэл догадывается, что её писала не Майра, а убийца, которым скорее всего является Флег. Хэл отводит Пазена в общий зал, а затем в поисках возможности бежать заходит в одну из комнат, где встречает спрятавшуюся Майру. Хэл даёт понять, что понял её план, когда она подставила его Кливеру, чтобы тот убил его, а также навела на него и Флега, который лишь по ошибке зарезал Кливера, а не его. Разоблачив Майру, Хэл целует её, а затем обыскивает её сумочку, обнаруживая записку с текстом «Смотри 31 — 9:30». В этот момент вбегает Кей, которая делится подозрением, что они имеют дело не с полицейскими, так как те слишком интересуются ценными книгами. Они возвращаются в общий зал, где Флег отсылает Кей за справочником в архив, а вслед за ней посылает Холлиса, чтобы он разобрался с ней.
В этот момент в связи с угрозой авианалёта звучит сирена, и во всём здании отключают свет. Уолпол, который отвечает за противовоздушную безопасность, игнорируя протесты Флега, просит всех немедленно пройти в бомбоубежище в подвале здания. Люди Флега бросаются за Хэлом, открывая по нему огонь, однако в темноте ему удаётся запереться в хранилище, где за Кей следует Холлис. Поднявшись на балкон, Кей оказывается в тупике и от страха кричит и падает в обморок. Услышав её крик, Хэл спешит ей на помощь, вступая в перестрелку с Холлисом, которого обманывает, прикинувшись раненым, а затем убивает. Хэл относит Кей в комнату, где оказывается Флег вместе с Майрой. Флэг требует Хэла сказать, куда тот спрятал отобранные им книги. Когда Хэл предлагает Флегу поинтересоваться книгами у людей Кливера, Флег говорит, что уже сделал это, показывая на труп Бенсона. После этого Флег заявляет, что будет пытать Майру, пока Хэл не скажет, где книги. Тогда Хэл заявляет, что отдаст книги и просит разрешения позвонить Уолполу, чтобы тот пустил их в хранилище. В разговоре с Уолполом Хэл выражается таким образом, что Уолпол заключает, что тревога отменена, после чего разрешает включить в библиотеке свет. Увидев свет в здании, уличный патруль противовоздушной обороны вместе с полицейскими немедленно врывается в здание, сразу же разоблачая преступников. Дома у Флега находят оригинал «Гамлета» и многие другие похищенные ценные книги, после чего Хэл за вознаграждение берётся найти пять ценных книг, которые исчезли в этот вечер. Догадываясь, что их спрятала Майра, Хэл вспоминает о записке с числами у неё сумочке, после чего понимает, что это номер полки и ряда в хранилище, где спрятаны книги. Вскоре он находит все книги и возвращает их библиотеке. Хэл говорит Майре, что поскольку она впрямую не причастна к убийствам, а только к торговле подделками, полиция не буде арестовывать её, и Майру отпускают. Однако пока она идёт по пустынной ночной улице, её догоняет Пазен и убивает. Бросившийся ей на помощь Хэл не успевает её спасти. Пазена ловит полиция, после чего Хэл и Кей уходят вместе в ночной город.

## В ролях
- Джордж Сэндерс — Джим Флег
- Гэйл Патрик — Майра Блэнди
- Ричард Деннинг — Хэл Макбирн
- Линн Робертс — Кей Райан
- Сидни Блэкмер — Мартин Кливер
- Курт Кэтч — Эрик Пазен
- Байрон Фолджер — Эдмунд Уолпул
- Джордж Уолкотт — Бенсон
- Пол Поркази — Ребеску
- Маргарет Брэйтон — мисс Овал
- Мэй Марш — мисс Хартвиг
- Лон Маккаллистер — Фредди, работник книгохранилища (в титрах не указан)
- Чарльз Тэннен — Холлис, лже-детектив в тёмном пальто
- Артур Спейс — Вэнс
- Чарльз Кейн — инспектор Хендерсон

## Создатели фильма и исполнители главных ролей
Фильм стал режиссёрским дебютом Джона Ларкина, который помимо этой картины поставил ещё один фильм нуар «Косвенные улики» (1945), но более всего был известен как сценарист, а позднее — как телепродюсер.
На момент работы над фильмом Джордж Сэндерс уже был признанным актёром после ролей в фильмах Альфреда Хичкока «Ребекка» (1940) и «Иностранный корреспондент» (1940), драмы «Дом о семи фронтонах» (1940), военного триллера Фритца Ланга «Охота на человека» (1941). Он также был известен благодаря исполнению ролей частных детективов по прозвищам Святой и Сокол в серии криминальных мелодрам 1939—1942 годов. Позднее Сэндерс завоевал «Оскар» за исполнение роли второго плана в фильме «Всё о Еве» (1950).
Хотя Гэйл Патрик иногда играла в криминальных фильмах и фильмах ужасов, однако более всего она известна по романтическим комедиям, таким как «Мой слуга Годфри» (1936), «Дверь на сцену» (1937), «Доктор женится» (1940), «Моя любимая жена» (1940) и «Любовное безумие» (1940).
К моменту создания этой картины Ричард Деннинг сыграл уже почти в 50 фильмах, но это были в основном небольшие роли. Его самой заметной работой стал фильм нуар «Стеклянный ключ» (1942). В 1950-е годы Денниг прославился ролями в фантастических фильмах ужасов, таких как «Тварь из Чёрной Лагуны» (1954), «Цель — Земля» (1954), «День, когда Земле пришёл конец» (1955), «Существо с атомным мозгом» (1955) и «Чёрный скорпион» (1957). Он также сыграл главные роли в фильмах нуар «Двойная сделка» (1950), «Не её мужчина» (1950), «Стеклянная паутина» (1953), «Паутина преступления» (1955).

## История создания фильма
Рабочее название этого фильма — «Смерть на санскрите» (англ. Death from the Sanskrit).
В экранных титрах название фильма написано в форме вывески в библиотеки, без знаков препинания. В современных англоязычных[ источниках его однако пишут как Quiet Please, Murder.
«Голливуд Репортер» в номере оn 14 июля 1942 года сообщил, что картина основана на «оригинальном материале» Джеймса О’Хэнлона (англ. James O'Hanlon), однако ни один другой источник не упоминает о его участии в работе над фильмом.
«Голливуд Репортер» также сообщал, что главную роль должен был сыграть Милтон Берл, а Ричард Деннинг был взят в аренду у студии Paramount Pictures специально для этого фильма.

## Оценка фильма критикой

### Общая оценка фильма
После выхода фильма на экраны кинообозреватель «Нью-Йорк таймс» Босли Краузер отметил, что картина вызывает «лёгкую дрожь, которой в эти дни у нас и так достаточно». Далее Краузер с юмором называет фильм «игрой в прятки в публичной библиотеке», в которую играют трое человек, включая «книжного пирата-убийцу, отчаянную авантюристку и рыскающего частного детектива». По словам критика, «если было бы возможно хотя бы смутно определить, кто за кем гоняется и кого поймали, наверное, было бы больше смысла во всей этой слежке и стрельбе в темноте. Однако всё это странно и запутанно; сюжет плотный и насыщенный, как тушёное мясо, но всё в итоге уваривается до обычных мелодраматических кусочков».
Современные критики дают фильму преимущественно позитивные оценки. Так, Деннис Шварц назвал его «живым и энергичным фильмом, где достаточно много объяснений в духе вульгарного фрейдизма в отношении изготовителя подделок и его сообщницы, чтобы уморить вас со смеху». Вместе с тем, «Сэндерс со своей характерной манерой игры и чёрно-белая нуаровая постановка света делают этот фильм категории В весьма увлекательным».
По словам киноведа Хэла Эриксона, «это стремительный криминальный фильм об ограблении». Как замечает критик, «не очень просто сделать публичную библиотеку увлекательным местом действия, но этот фильм делает это быстро и экономично». Крейг Батлер оценил картину как «изящный маленький фильм нуар, и, возможно, один из выдающихся фильмов в жанре криминального кино. Фильм добивается многого уже благодаря своей необычной завязке и получает ещё больше благодаря тому, что значительная часть фильма проходит внутри библиотеки».
Журнал TV Guide охарактеризовал картину как «хорошо сделанный и довольно необычный криминальный фильм». По мнению Леонарда Молтина, это «необычная и захватывающая история о мастере подделок,… в которую мастерски вплетены убийство и романтическая линия».

### Оценка работы режиссёра и творческой группы
Как написал Батлер, «автор сценария и режиссёр Джон Ларкин заслуживает восхищения тем, что постоянно придумывает способы сделать фильм визуально интересным, ни разу не позволяя библиотечной обстановке стать монотонной». Ларкин также «заслуживает похвалы за создание образа одной из самых бессердечных и манипулирующих роковых женщин в лице Майры, которую сыграла Гэйл Патрик». Кроме того, по мнению Батлера, «фильм также выигрывает от мрачной, стильной операторской работы Джо Макдональда, который очень любит тени». В одном из эпизодов он «использует струны арфы, чтобы метафорически намекнуть на тюремные решётки, и, хотя, возможно, это звучит банально, но на практике срабатывает отлично».

### Оценка актёрской игры
Как пишет Краузер, «Джордж Сэндерс играет, что очень странно, злодея (или одного из них), который должен претворяться каким-то странным мазохистом. Гэйл Патрик играет отвязную авантюристку и также мазохистку, а Ричард Деннинг — это беспечный молодой детектив, который много бегает в темноте».
Как отмечено в рецензии TV Guide, «Сэндерс играет блестящего преступника, который убивает охранника библиотеки, крадёт оригиналы редких книг, копирует их и затем продаёт копии как бесценные оригиналы. В его похождениях ему помогает Патрик, которая организует большинство продаж поддельных книг, но вскоре она начинает бояться Сэндерса и помогает детективу Деннингу в поимке своего бывшего работодателя».
По мнению Батлера, Патрик отлично воплощает на экране образ «эгоцентричной дамы. Не менее памятен и холодный, вежливый злодей в исполнении Джорджа Сэндерса. Химия между Сэндерсом и Патрик абсолютно бесценна. И если добавить к этому ещё и элегантного нациста в исполнении Сидни Блэкмера, то можно и не обращать внимания на тот факт, что Ричард Деннинг в роли героя в лучшем случае адекватен».